# Église Santa Sofia (Naples)

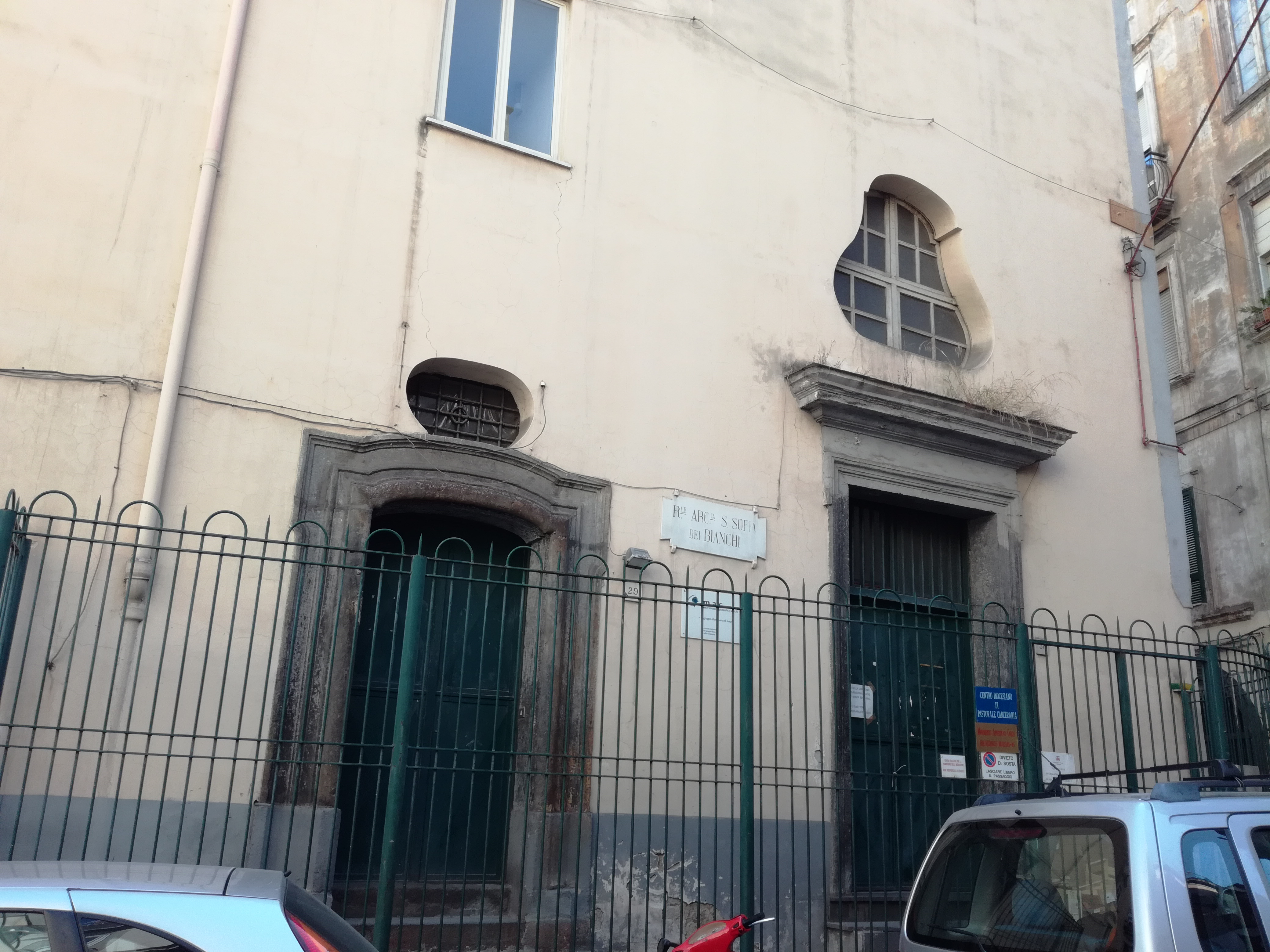
Façade de l'église.

L'église Sainte-Sophie (Santa Sofia) est une église de Naples située dans le cœur historique de la ville, via Santa Sofia.

## Histoire et description
Une première église est fondée à l'époque byzantine autour de l'an 308 à l'époque constantinienne. En 1487, elle devient le siège d'une confrérie s'occupant de la sépulture des pauvres. Elle est refaite au XVIIIe siècle. L'église ferme après le tremblement de terre de 1980 et toutes ses œuvres d'art sont transférées ailleurs. 
La façade présente deux portails; celui qui permet d'accéder à l'église est surmonté d'une fenêtre trilobée. Il existe encore à l'intérieur un pavement de majolique datant de 1754.

## Source de la traduction
- (it) Cet article est partiellement ou en totalité issu de l’article de Wikipédia en italien intitulé « Chiesa di Santa Sofia (Napoli) » (voir la liste des auteurs).